# Franklin megye (Louisiana)
Franklin megye az Amerikai Egyesült Államokban, azon belül Louisiana államban található. Megyeszékhelye és legnagyobb városa Winnsboro. Lakosainak száma 19 774 fő (2020. április 1.). Franklin megye Richland, Catahoula, Madison, Tensas és Caldwell megyékkel határos.

## Népesség
A megye népességének változása:
| Lakosok száma | 20 836 | 20 788 | 20 622 | 20 571 | 20 410 | 19 774 |
|               | 2010   | 2011   | 2012   | 2013   | 2015   | 2020   |